# Стари надгробници крај пута Рудник-Јарменовци
Стари надгробници крај пута Рудник-Јарменовци (општина Горњи Милановац) налазе се на планини Рудник, крај пута за Тополу. Локација је скрајнута, а споменици већи део године прекривени вегетацијом. Видљива су два споменика и једна надгробна плоча, по чему се ова обележја не могу сврстати у кенотафе. С обзиром да је овуда водио стари каравански пут, а да на овој локацији никада није постојало гробље, вероватно се ради надгробницима-усамљеницима који су подизани у случају задесне смрти.

## Опис споменика
Надгробна плоча је правоугаоног облика, без икаквих уреза или натписа. Виши споменик је у облику стуба. Има заобљен врх и једноставан урез двоструког крста са источне стране . Други споменик је нижи, са испупчењем на темену и сличним геометријским урезом. Споменици су од сивог камена, прекривени лишајем и маховином. Стилски припадају половини 19. века.